# Joscelin Lowden
Pour les articles homonymes, voir Lowden.
Joscelin Lowden, née le 3 octobre 1987 à Brighton, est une coureuse cycliste britannique, professionnelle de 2018 à 2024.

## Biographie
Le 30 septembre 2021, Joscelin Lowden bat le record de l'heure féminin, détenu depuis le 13 septembre 2018 par Vittoria Bussi en 48,007 km, en réalisant 48,405 km au vélodrome de Granges en Suisse. Son record est battu le 23 mai 2022 sur la même piste par Ellen van Dijk, qui réalise 49,254 km.

## Palmarès sur route

### Par année
- 2019
  -  Médaillée de bronze du championnat du monde du contre-la-montre par équipes en relais mixte[2]
- 2020
  - Tour de Feminin : 
    - Classement général
    - 4e étape
- 2021
  - 3e du championnat de Grande-Bretagne sur route
  - 3e du championnat de Grande-Bretagne du contre-la-montre
  - 8e du championnat du monde du contre-la-montre
  - 10e du Women's Tour
- 2022
  -  Championne de Grande-Bretagne du contre-la-montre

### Résultats sur les grands tours

#### Tour de France
1 participation
- 2022 : 47e

#### Tour d'Italie
1 participation
- 2024 : abandon (7e étape)

### Classements mondiaux
| Année                                 | 2019 | 2020 | 2021 | 2022 |
| ------------------------------------- | ---- | ---- | ---- | ---- |
| Classement UCI                        | 257e | nc   | 58e  | 249e |
| UCI World Tour                        | 251e | nc   | 75e  | 132e |
|                                       |      |      |      |      |
| Légende : nc = non classéSource : UCI |      |      |      |      |